# All We Imagine as Light
All We Imagine as Light er en film fra 2024 af Payal Kapadia.

## Medvirkende
- Kani Kusruti
- Divya Prabha
- Chhaya Kadam
- Hridhu Haroon